# Рева, Иван Михайлович
Иван Михайлович Рева (1923—1945) — Гвардии старший сержант Рабоче-крестьянской Красной Армии, участник Великой Отечественной войны, Герой Советского Союза (1945).

## Биография
Иван Рева родился 20 сентября 1923 года в селе Титово (ныне — Бильмакский район Запорожской области Украины). Окончил среднюю школу. В начале Великой Отечественной войны оказался в оккупации. После освобождения в 1943 году Рева был призван на службу в Рабоче-крестьянскую Красную Армию. С октября того же года — на фронтах Великой Отечественной войны.
К декабрю 1944 года гвардии старший сержант Иван Рева командовал отделением 66-го отдельного гвардейского сапёрного батальона 59-й гвардейской стрелковой дивизии 37-го стрелкового корпуса 46-й армии 2-го Украинского фронта. Отличился во время освобождения Венгрии. 5 декабря 1944 года отделение Ревы занималось переправкой через Дунай в районе населённого пункта Лесшиллинг советских частей. Рева первым в отделении высадил на плацдарм 20 бойцов и командиров. Несмотря на полученное во время одного из рейсов повреждение лодки, он успешно устранил его и продолжил выполнение задания. В последующих боях на территории Венгрии Рева был тяжело ранен и скончался 18 марта 1945 года. Похоронен в населённом пункте Верташшоамло в 5 километрах к юго-востоку от венгерского города Татабанья.
Указом Президиума Верховного Совета СССР от 24 марта 1945 года за «образцовое выполнение боевых заданий командования на фронте борьбы с немецкими захватчиками и проявленные при этом мужество и героизм» гвардии старший сержант Иван Рева посмертно был удостоен высокого звания Героя Советского Союза. Также был награждён орденами Ленина и Отечественной войны 2-й степени. Навечно зачислен в списки личного состава воинской части.
В честь Ивана Михайловича Ревы установлен бюст в посёлке Бильмак.